# Fondo benéfico de la RAF

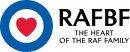
Logo del Fondo Benéfico de la Real Fuerza Aérea (RAF Benevolent Fund)

El Fondo Benéfico de la Real Fuerza Aérea (RAF Benevolent Fund o RAFBF) es la principal organización benéfica de bienestar de la Real Fuerza Aérea, brindando apoyo financiero, práctico y emocional a antiguos miembros de la RAF, independientemente de su rango, así como a sus socios y dependientes.
Ayudan a los miembros de la familia de la RAF a lidiar con una amplia gama de temas: desde el cuidado de los niños y las dificultades de relación hasta las lesiones y la discapacidad, y de las dificultades financieras y las deudas a las enfermedades y el duelo. Cualquier miembro de la familia RAF puede acercarse al fondo en busca de ayuda, que incluye a antiguos miembros y miembros de la RAF, sus socios y dependientes.

## Historia
Lord Trenchard fundó el Fondo Benéfico de la Real Fuerza Aérea en 1919, un año después de la formación de la Royal Air Force. En su primer año, el gasto social fue de  919 libras. La primera asistencia social que dieron fue un chelín por el alojamiento de una noche para darle al destinatario la oportunidad de buscar trabajo. Otra asistencia temprana incluía dinero para proporcionar a un beneficiario las herramientas de su oficio y la reparación de un par de botas de trabajo. En 2010, RAFBF gastó más de 23 millones de libras en provisión de asistencia social.
El Fondo Benéfico de la Real Fuerza Aérea fue originalmente conocido como el Fondo Conmemorativo de la Real Fuerza Aérea ya que uno de sus objetos benéficos fue levantar un monumento a los aviadores que murieron en la Primera Guerra Mundial. El Royal Air Force Memorial se completó en 1923. El monumento, en piedra de Portland coronada por un águila dorada, se puede ver en Victoria Embankment.
La recaudación de fondos para el Fondo Benéfico de la RAF se realizó fuera del Reino Unido también. Antes de que Estados Unidos entrara en la Segunda Guerra Mundial, Piper Aircraft Company produjo 49, uno para cada estado en los EE. UU. Además, se creó también Piper J-3 con insignia de la RAF y apodado Flitfire, para ser subastados en beneficio de la RAFBF. El 29 de abril de 1941, los 48 aviones volaron al Campo La Guardia para un evento de dedicación y recaudación de fondos que incluyó a los oficiales de la Armada Real del acorazado HMS Malaya, en Nueva York para reparaciones, como invitados de honor.
La RAFBF recibió una Carta Real en 1999 y se actualizó en 2008 con la incorporación de un nuevo objeto caritativo que les permite trabajar para apoyar la moral y el bienestar de la RAF que presta servicios.